# Mahmud Fauzi

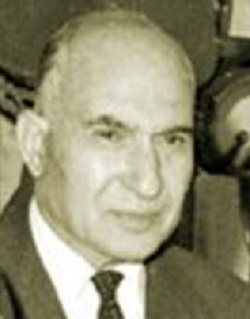
Mahmud Fauzi, 1979

Mahmud Fauzi (auch Mahmoud Fawzy; arabisch محمود فوزي, DMG Maḥmūd Fauzī; * 18. September 1900 in Kairo; † 12. Juni 1981 ebenda) war ein ägyptischer Diplomat und Politiker.

## Leben
Fauzi studierte Recht an der Universität Kairo. Ab 1926 durchlief er viele Positionen im Diplomatendienst. 1942 wurde er zum ägyptischen Generalkonsul in Jerusalem ernannt. Fauzi wurde 1947 ägyptischer Repräsentant bei den Vereinten Nationen und 1952 Botschafter in Großbritannien. Ende 1952 wurde er Außenminister unter den Präsidenten Muhammad Nagib und Gamal Abdel Nasser.
Bis zur Gründung der Vereinigten Arabischen Republik, einer Union zwischen Ägypten und Syrien, 1958 blieb er Außenminister. Ab diesem Zeitpunkt diente er als Außenminister der Vereinigten Arabischen Republik, bis diese 1961 zerbrach. Anschließend war er wieder Außenminister Ägyptens.
Nach Nassers Tod 1970 wurde er von dessen Nachfolger Anwar as-Sadat zum Premierminister ernannt. Fauzi hatte dieses Amt bis Januar 1972 inne und nahm danach das Amt des Vizepräsidenten bis zu seinem Rückzug aus der Politik 1974 war. Fauzi wurde auch „Vater der ägyptischen Diplomatie“ genannt.
| Personendaten    | Personendaten                      |
| ---------------- | ---------------------------------- |
| NAME             | Fauzi, Mahmud                      |
| ALTERNATIVNAMEN  | Fawzi, Mahmoud                     |
| KURZBESCHREIBUNG | ägyptischer Politiker und Diplomat |
| GEBURTSDATUM     | 18. September 1900                 |
| GEBURTSORT       | Kairo                              |
| STERBEDATUM      | 12. Juni 1981                      |
| STERBEORT        | Kairo                              |